# Morava v období temného století
Temné století je pro Moravu označené jako období od roku 907 do dobytí Moravy přemyslovskými knížaty. Z tohoto období se o Moravě dochovalo jen velice málo písemných zmínek.

## Písemné zmínky o Moravě v temném století
Poslední písemnou zmínkou o Moravě je zmínka z roku 906 o tom, že moravské vojsko porazilo Maďary. 4. července 907 se odehrála bitva u Brezalauspurku (Prešpurk - Bratislava). Podle názoru některých historiků se na základě písemných zpráv Velká Morava úplně nerozpadla, jenom se odtrhlo i Nitranské knížectví a zůstalo suverénní Moravské knížectví pod vládou Mojmírovců až do dobytí Moravy Břetislavem I. První písemnou zmínkou po roce 907 je výpověď zajatých Maďarů z roku 942, kdy vypovídají o své zemi, která na severu sousedí s Moravou. Další zmínkou je zpráva o Moravanech z roku 947 od Al-Mas'údího. Dále je roku 976 zmíněn moravský biskup jako účastník sněmu v Mohuči, což znamená, že se na Moravě zachovala i církevní organizace. Po něm byl biskupem Vracen, který byl zmíněn v Kosmově kronice. Spis o Ceremoniích byzantského dvora se dokonce zmiňuje o vládci Moravy (ten zde však není jmenován), což dokazuje zachování státní organizace.

## Morava součástí Polska (1003–1029)
V roce 1003 obsadily vojenské posádky Boleslava Chrabrého Moravu jako spojenci. V roce 1017 Moravané pod vedením Poláků porazili Bavory. Následně v roce 1029 Morava ztratila pro Poláky význam a polská vojska odtáhla. Díky tomu Moravu v roce 1030 dobyl kníže Břetislav a stal se údělným knížetem, což je považováno za konec temného století na Moravě.